# The Disney Family Singalong: Volume II
The Disney Family Singalong: Volume II es un especial de televisión estadounidense, que se estrenó en ABC el 10 de mayo de 2020 (Día de las Madres), durante la pandemia de COVID-19 en Estados Unidos. El programa es una secuela de The Disney Family Singalong, que se estrenó el 16 de abril de 2020. Como su predecesora fue presentado por Ryan Seacrest, igualmente cuenta con apariciones de algunas canciones de películas Disney, protagonizadas por artistas desde sus propias casas, mientras que la audiencia canta siguiendo la letra de las canciones.

## Presentaciones
Presentaciones y canciones realizadas en The Disney Family Singalong: Volume II
| Artista(s) | Canción(es)                                        | Película                  |
| --- | -------------------------------------------------- | ------------------------- |
| The Muppets Seth Rogen | "The Muppet Show Theme"                            | The Muppet Show           |
| Billy Eichner Seth Rogen Walter Russell III Donald Glover | "Hakuna Matata"                                    | El rey león               |
| Rebel Wilson | "Poor Unfortunate Souls"                           | La Sirenita               |
| Merle Dandridge Heather Headley Adam Jacobs Caissie Levi Kara Lindsay Kevin Massey Josh Strickland                                                            | "You'll Be in My Heart"                            | Tarzán                    |
| Keke Palmer Dancing with the Stars Bailarines profesionales Lindsay Arnold Alan Bersten Witney Carson Val Chmerkovskiy Jenna Johnson Sasha Farber Emma Slater | "Zero to Hero"                                     | Hércules                  |
| Idina Menzel Ben Platt | "A Whole New World"                                | Aladdín                   |
| Halsey | "Part of Your World"                               | La Sirenita               |
| Katy Perry y su poodle, Nugget | "Baby Mine"                                        | Dumbo                     |
| Josh Gad y amigos | "When I Am Older"                                  | Frozen II                 |
| Chloe x Halle Anika Noni Rose (presentadas por sus nietos) | "Almost There"                                     | The Princess and the Frog |
| Jennifer Hudson John Legend | "Beauty and the Beast"                             | La Bella y la Bestia      |
| Shakira | "Try Everything"                                   | Zootopia                  |
| Miguel Christina Aguilera Mariachi Divas de Cindy Shea | "Remember Me"                                      | Coco                      |
| Derek Hough Hayley Erbert Julianne Hough | "Step in Time" Supercalifragilisticexpialidocious" | Mary Poppins              |
| Sabrina Carpenter Lang Lang | "Your Mother and Mine"                             | Peter Pan                 |

## Apariciones
- Kermit the Frog
- Miss Piggy
- The Muppets
- Tituss Burgess
- Chris Harrison
- Charlie Day
- Dan Orlovsky
- Edward James Olmos
- Gordon Ramsay
- Jason Schwartzman
- Jimmy Kimmel
- Katie Stevens
- Lionel Richie
- Michael Leaves
- Michael Strahan
- Morgan Freeman
- Nathan Fillion
- Robin Roberts
- RZA

## Trasmisión
El especial fue transmitido el 10 de mayo de 2020 en ABC.
En Latinoamérica se transmitió en Disney Channel el 31 de mayo de 2020.